# Mareau-aux-Bois
Mareau-aux-Bois is een gemeente in het Franse departement Loiret (regio Centre-Val de Loire) en telt 468 inwoners (1999). De plaats maakt deel uit van het arrondissement Pithiviers.

## Geografie
De oppervlakte van Mareau-aux-Bois bedraagt 11,7 km², de bevolkingsdichtheid is 40,0 inwoners per km².
De onderstaande kaart toont de ligging van Mareau-aux-Bois met de belangrijkste infrastructuur en aangrenzende gemeenten.

## Demografie
Onderstaande figuur toont het verloop van het inwonertal (bron: INSEE-tellingen).